# Celestí Martí Salvat
Celestí Martí Salvat (Castellvell del Camp, Baix Camp, 1912 - Reus, 2001) va ser un polític socialista català.

## Biografia
Va ser aprenent de torner i més tard va fer estudis mercantils. El 1930 es va afiliar a la CNT, però després es passà al Bloc Obrer i Camperol i també al CADCI. El 1933 va ingressar a les Joventuts Socialistes i va ser membre de la seva Comissió Executiva Federal fins al juliol de 1936. Des de principis d'aquell any formà part del Comitè d'Unificació de les joventuts de diferents partits, en el procés que donà lloc a les Joventuts Socialistes Unificades de Catalunya (JSUC), integrades al Partit Socialista Unificat de Catalunya (PSUC). Va ser elegit Secretari General de les JSUC el setembre de 1936, càrrec que va ocupar fins al maig de 1937, alhora que també formava part del Comitè Executiu del PSUC i dirigia Juliol, l'òrgan de l'organització. La interpretació oficial dels fets de maig de 1937 que defugien tota responsabilitat pròpia, el van portar a presentar la seva dimissió com a Secretari General de les JSUC el juny de 1937. A primers d'agost de 1936 havia participat en l'expedició fallida per recuperar Mallorca i un any més tard anà al Front de l'Est, a Barbastre, amb el rang de Tinent. Participà en la batalla de l'Ebre amb el rang de Comissari de Companyia. El febrer de 1939, en la retirada de l'exèrcit republicà, travessà la frontera cap a França. En acabar la guerra civil es va exiliar i s'instal·là a Tolosa de Llenguadoc, des d'on treballà per a la reorganització del PSUC. Es va unir a la resistència del Partit Comunista Francès i el 1949 va recolzar Joan Comorera en la crisi del PSUC, i va ser apartat del partit. L'abril de 1952 retornà a Catalunya legalment, gràcies a un influent conegut monàrquic a qui havia salvat la vida durant el franquisme. S'instal·là a Reus, on muntà una granja agrícola, i exercí de representant elèctric, professió que li va permetre de moure's amb certa llibertat pel territori català. Va ser l'enllaç i principal col·laborador de Comorera quan aquest retornà a Catalunya, fins a la detenció d'aquest el 1954. Després de les detencions del Moviment Socialista de Catalunya (MSC) al novembre de 1958, s'afilià a aquest partit i reorganitzà el MSC a Reus i a les comarques del Camp. A finals dels anys seixanta va ser membre de la Comissió Democràtica del Baix Camp, i després de l'Assemblea de Catalunya a Reus. Treballà per la unió de les forces socialistes primer en el marc de Convergència Socialista de Catalunya (1974), després en el Partit Socialista de Catalunya-Congrés i, finalment, en el Partit dels Socialistes de Catalunya (1978). A principis dels anys noranta s'apartà de la vida política, tot i que va seguir sent un referent reusenc de la lluita antifranquista.